# Anne Pashley
Anne Pashley, coniugata Irons (Skegness, 5 giugno 1935 – Chilton, 7 ottobre 2016), è stata una velocista britannica.

## Palmarès
- Giochi olimpici

Melbourne 1956: argento nella staffetta 4x100 metri.
- Europei

Berna 1954: bronzo nei 100 metri.